# Летов 21
Летов 21 је једноседа ваздухопловна једрилица, мешовите конструкције. Пројектовао ју је инжењер Адриан Кисовец 1954. године. Произведен је само један прототип у словеначкој фирми Летов из Љубљане.

## Пројектовање и развој
У фирми Летов је инж. Адриан Кисовец у исто време радио паралелно на два пројекта Једрилици Летов 21 једносед и Летов 22 двосед. Паралелно са израдом документације обављала се и израда прототипова ових једрилица тако да су завршени у исто време. Обе једрилице су имале прве пробне летове у мају месецу 1955. године.

### Технички опис
Подупрто крило је постављено на горњу ивицу трупа па је тако добијена летелица висококрилни моноплан. 
Труп једрилице Летов 21 је био елипсастог облика. Носећа конструкција је направљена од заварених челичних цеви са дрвеним стингерсима (лајснама) за које је причвршћена облога од имрегнираног платна. Врх кљуна једрилице је био обложен алуминијумским лимом. На кљуну је била смештена једноседа пилотска кабина са поклопцем од плексигласа из једног дела. Труп се иза крила нагло сужава према репу. Кабина једрилице је била опремљена сетом инструмената за дневно летење.
Крило једрилице Летов 21 има комбиновани облик, делом је правоугаоног облика а онда према крајевима крила има трапезасти облик са заобљеним крајем. Крило је класичне дрвене конструкције са две рамењаче. Нападна ивица крила је изведена као торзиона кутија обложена шпером а остатак крила око 65% је обложен импрегнираним платном. Аеропрофил крила је у корену и средини Gö 549 а крај крила Gö 693, виткост је 15, а размак између ребара је 33cm. Крила су подупирачима ослоњена на труп једрилице и у њих су уграђене аеродинамичке кочнице. Конструкција хоризонталног и вертикалног стабилизатора као и кормила били су изведени као и крило. 
Стајни трап једрилице се састоји од фиксног гуменог точка без кочнице, који се налази испод кабине пилота и еластичне дрљаче на репу једрилице.

## Карактеристике
Карактеристике наведене овде се односе на једрилицу Летов 21 а према изворима
| Финеса      | 1 : 23 при брзини km/h |
| Перформансе | - максимална брзина 250 km/h - минимална брзина 59 km/h - макс. брзина аеро вуче 120 km/h - макс. брзина витла 90 km/h - минимално пропадање 0,82 m/s при брзини 62 km/h |
| Димензије   | - размах крила 15m - дужина 6,9m - висина m - површина крила 15m2 - аеропрофил крила Gö 549 / Gö 693 - макс. оптеречење крила; 23,30kg/m2                                |
| Маса        | - сопствена 260 kg - полетна 350 kg - водени баланс; нема |

## Оперативно коришћење
Једрилица је коришћена за тренажу пилота једриличара.

## Сачувани примерци
Не зна се судбина прототипа једрилице Летов 21.

## Земље које су користиле ову једрилицу
- Југославија
- Србија
- Словенија